# Ezprogui
Ezprogui – gmina w Hiszpanii, w Nawarze, o powierzchni 46,39 km². W 2011 roku gmina liczyła 49 mieszkańców.